# Boutencourt
Boutencourt település Franciaországban, Oise megyében. Lakosainak száma 215 fő (2022. január 1.). Boutencourt Énencourt-Léage, Flavacourt, Jaméricourt, Labosse, Porcheux, Thibivillers és Le Vaumain községekkel határos.

## Népesség
A település népességének változása:
| Lakosok száma | 246  | 233  | 220  | 213  | 206  | 209  | 212  | 215  |
|               | 2013 | 2015 | 2017 | 2018 | 2019 | 2020 | 2021 | 2022 |